# オスカー・デ・ラ・ホーヤ
オスカー・デ・ラ・ホーヤ（Oscar De La Hoya、1973年2月4日 - ）は、アメリカ合衆国のプロモーター、元プロボクサー。カリフォルニア州イーストロサンゼルス市出身。元WBO世界スーパーフェザー級王者。元IBF・WBO世界ライト級統一王者。元WBC世界スーパーライト級王者。元WBC世界ウェルター級王者。元WBAスーパー・WBC世界スーパーウェルター級統一王者。元WBO世界ミドル級王者。史上初の世界6階級制覇王者。1992年バルセロナオリンピック金メダリスト。

## 人物
- 現役時代にボクシング興行会社「ゴールデンボーイ・プロモーションズ」を立ち上げ、選手引退後も最高経営責任者を務めている[1]。
- 功績が認められ2008年12月1日にロサンゼルスのステープルズ・センターの前に銅像が建てられた[注 1][2]。
- いとこのディエゴ・デ・ラ・ホーヤもプロボクサー。

## 来歴

### アマチュア時代
祖父、父、オスカーの親子三代でボクシングを経験しているというボクサーの家系で育ち、5歳でボクシングを始めた。ジョー小泉の著書『ボクシング・バイブル』によれば、「従兄弟とのボクシングでいつも打ちのめされていたことから当初はボクシングが嫌いだった」との記述がある。
アマチュアでの戦績は228戦5敗で、端正な顔立ちとボクシングの才能によりアマチュアボクサーとしては異例の人気があった。
1990年および翌1991年のアメリカ合衆国ライト級アマチュア王座を獲得しており、また1992年、19歳の時にバルセロナオリンピックのライト級で金メダルを獲得した。

### プロ契約・4階級制覇まで
バルセロナオリンピックで金メダルを獲得した1992年にボブ・アラム率いるトップランク社と破格の契約金でプロ契約、同年11月23日にプロデビュー。1994年3月にプロ12戦目でWBO世界ジュニアライト級王座を獲得、同年7月にWBO世界ライト級王座を獲得した。
1995年5月にはIBFライト級王座を獲得、これによりIBF・WBO統一王者となった。また、翌1996年6月にはWBC世界ジュニアウェルター級（現スーパーライト級）王座を賭けて、当時の王者メキシコのフリオ・セサール・チャベスと対戦し勝利、世界3階級制覇を達成した。
世界3階級制覇後も勝利は続き、1997年4月にアメリカのパーネル・ウィテカーと対戦し勝利、WBC世界ウェルター級王座を獲得し4階級制覇となった。同ウェルター級ではその後王座防衛回数7度を数えている。
1999年2月13日にはガーナの元WBA世界ウェルター級王者アイク・クォーティに判定勝ち。

### 史上最年少・5階級制覇
1999年9月に行われたIBF世界ウェルター級統一戦で同王座を持つプエルトリコのフェリックス・トリニダードと対戦したが、判定負けによりデ・ラ・ホーヤはプロとなって以降初の敗北を経験した。
2000年2月、WBC世界ウェルター級王座の挑戦者決定戦でアメリカのダレル・コーリーと対戦しKO勝利を収め、王座挑戦権を獲得。同年3月には前年に対戦したフェリックス・トリニダードが自身の保持していたWBC世界ウェルター級王座を返上したため、デ・ラ・ホーヤはそのまま同王座を再獲得した。しかし、同年6月にアメリカのシェーン・モズリーとの対戦で敗れ王座を失った。
2001年6月になってWBC世界スーパーウェルター級王者、スペインのハビエル・カスティリェホに判定勝利し史上最年少、かつ最短で5階級制覇を達成した。
2001年10月5月、デ・ラ・ホーヤが自身のミュージックビデオに出演を依頼したことをきっかけにプエルトリコの歌手兼女優のミリー・コレチャーと結婚した。
2002年9月14日、WBA世界スーパーウェルター級王者、アメリカのフェルナンド・バルガスと王座統一戦を行い、11回にダウンを奪ったデラホーヤが試合を決めTKO勝ち。王座を統一した。また試合後にバルガスからは薬物検査で陽性反応が確認された。
2003年5月3日、元IBF世界スーパーウェルター級王者ルイス・ラモン・カンパス（メキシコ）と対戦。7回2分54秒TKO勝ちを収めWBA王座は初、WBC王座は2度目となる防衛にそれぞれ成功した。
しかし同年9月13日、既にWBC世界ウェルター級王座を失っていたシェーン・モズリーと再戦したが判定負けし、両王座から陥落した。この対戦では採点不正の疑惑があり、後にプロモーターが召喚されている。

### 史上初・6階級制覇
2004年6月5日、WBO世界ミドル級王者だったドイツのフェリックス・シュトルムに判定勝利、ボクシング史上初の6階級制覇を達成した。
しかし同年9月18日にはWBA・WBC・IBF世界ミドル級王者バーナード・ホプキンスと、ミドル級の規定体重である160ポンド（72.57キロ）ではなく158ポンド（71.66キロ）のキャッチウェイトで対戦したが、プロキャリア初のKO負けを喫し王座から陥落した。
この敗北の後、1年8か月間休養を挟み、2006年5月6日、20か月ぶりの試合でWBC世界スーパーウェルター級王者、ニカラグアのリカルド・マヨルガと対戦した。初回にダウンを奪うなど試合を有利に進め、6回TKO勝ちを収め3年ぶりに同王座を再獲得した。また10個目の世界王座獲得ともなった。
2007年5月5日、史上初めて4階級を制した無敗のフロイド・メイウェザー・ジュニア（アメリカ）との「世紀の一戦」において、1-2の12回僅差判定で敗れる。メイウェザーはこの試合で5階級制覇を達成し、デ・ラ・ホーヤは王座を失った。
2008年5月3日、元IBF世界スーパーフェザー級王者のスティーブ・フォーブス（アメリカ）と対戦し、3-0の判定勝ちを収めおよそ1年振りとなる試合を白星で飾った。

### 引退・パッキャオ戦
2008年12月6日、アメリカ・ラスベガスのMGMグランド・ガーデン・アリーナで、前戦でライト級王座を獲得した2階級下のマニー・パッキャオ（フィリピン）とウェルター級契約のノンタイトル12回戦で対戦。試合前の予想はデ・ラ・ホーヤがブックメーカーの賭け率で1.5対2.5と僅差で有利だったが、試合は序盤から精彩を欠いたファイトでパッキャオの動きに全くついていけず、7回にはパッキャオの攻撃でストップ寸前に陥る（この回の採点はジャッジ三者とも8-10）など一方的な展開の末、8回終了後にコーナーでデ・ラ・ホーヤ自身がギブアップの意思を表明してTKO負けを喫した。この試合がデラホーヤのラストファイトとなった。
2009年4月14日、体力の衰えなどから現役引退を表明。
2011年4月8日に行われたワールドプレミアムボクシングThe REAL13 副題(東北地方太平洋沖地震復興支援チャリティーマッチ)ではVTRながら日本にエールを送った。
2011年8月30日、近年自身が重度の薬物(コカイン)、アルコール依存であることを発表し5月21日からリハビリ施設に入っていることを公表した。飲酒は幼少期の9歳頃から行い、試合前に恐怖心を紛らわすために飲酒をエスカレートさせていったとしている。引退試合となったパッキャオ戦でも体力の衰えもあり「勝てるわけがない」と思って飲酒と薬物に手を出していたという。その後のインタビューで薬物、アルコール依存症が辛く自殺を考えたこと、浮気をしており一時期妻と別居していたことを語っている。
2011年9月上旬、薬物とアルコール依存を告白したのに続き「もう嘘はつきたくない、あれは自分だった」と、2007年に流出した自身が女性下着を着用した写真が本物であったことを認め、当時はコカインとアルコールの飲用で気分が高揚した状況下にあったと弁明した。
2013年9月10日、自身のゴールデンボーイ・プロモーションズが主催するフロイド・メイウェザー・ジュニアvsサウル・アルバレスのプロモーション活動を精力的にこなしていた矢先、試合4日前に緊急でリハビリ施設へ入り療養に専念することが発表された。
2015年6月29日、現役復帰について五分五分であると復帰する考えがあることを一旦は公表するが、家族と話し合い自分を見つめ直した結果、現役復帰を断念したことを発表した。
2017年1月25日、ロサンゼルスで飲酒運転で逮捕された。
2017年11月15日、現役復帰をして総合格闘技UFCのコナー・マクレガーと対戦するために5ヵ月間ひそかにトレーニングをしてきたと明かし、「ケージでは彼に破壊されるだろうから、リングでやろう。マクレガーを2ラウンドでKOできる」と対戦表明をした。
2019年2月27日、ゴールデンボーイ・プロモーションズの契約選手であるライアン・ガルシアに頻繁に接触したり、公の場でガーボンタ・デービスとの対戦オファーを出すなどしていたフロイド・メイウェザー・ジュニアに対し、デ・ラ・ホーヤは、それらの行為は違法行為だと通告し今後はガルシアに接触しないよう警告する法的文書を送付した。
2020年5月5日、CBS Sportsのポッドキャストで「マクレガーを2ラウンドでKOできる。オクタゴンの彼は大好きだし、尊敬もしている。彼の試合はいつも見るよ。でもボクシングは全く別の世界だ」とコナー・マクレガーを挑発すると、マクレガーがツイッターで「俺はあなたの挑戦を受ける。オスカー・デ・ラ・ホーヤ」と応じるも、デ・ラ・ホーヤは「はっきりさせておくが、マクレガー。私はあなたに挑戦したことは決して無い。私は単に質問に対して本当のことを話しただけだ」とツイッターで返答し、さらに立て続けに、デ・ラ・ホーヤが2017年のフロイド・メイウェザー・ジュニアvsコナー・マクレガーを批判して以来因縁が有るUFC代表ダナ・ホワイトへも唐突に「おまえはクソガキだ、ボクシングエアロビクスの先生だった時以外でボクシンググローブを着けたことないだろ。おまえは運良くUFCの10％を持てただけじゃないか」とツイッターで挑発した。
2020年6月23日、エキシビションでの復帰を宣言したマイク・タイソンに触発される形で、「まずタイソンの復帰戦の動きを見てから決定したい」と、エキシビションではなく公式戦での現役復帰を真剣に検討していると表明した。

### 現役復帰
2020年8月19日、デ・ラ・ホーヤが「本当の戦いをする。ボクシングが好きで、リングが恋しい。今があるのはボクシングのおかげ。今はそれを失っている」と、現役復帰を表明。現役選手を「15～20年前のレベルにはない。金を求め過ぎ」と批判し、「私は栄光のために闘う」「トップの選手なら誰とでも」と対戦を希望した。
2020年12月、デ・ラ・ホーヤが「私にとってゲンナジー・ゴロフキンがどれほど楽な相手かわかるだろ。彼みたいなタイプの選手に対していつもうまく戦ってきたし、常に勝ってきたからね。自分の中ではそれくらい楽な相手だ」と語ったことに対して、ゴロフキンが「自分がどれだけ汚い口をきいているか分かっているのか、オスカー。やつが何をしゃべろうと勝手だが、こちらも言わせてもらう。リングの上で合法的に人を殺すチャンスがあったら、俺はその機会を活用する」と激怒した。
2021年3月26日、動画投稿アプリケーション会社「Triller」が主催するジェイク・ポール vs ベン・アスクレンの試合記者会見でサプライズでステージに登場し、「7月3日、私は現役復帰します」と、Trillerが7月3日に主催するペイ・パー・ビュー興行で現役復帰すると発表した。
2021年4月17日、Trillerが主催する興行のジェイク・ポール vs ベン・アスクレンでコメンテーターとしてテレビ解説席に座るが、酒に酔っぱらい、ふざけたコメントや試合を茶化すようなコメントを連発して、視聴者の反感を買い、後日謝罪をした。
2021年5月13日、元UFCのスター選手ジョルジュ・サンピエールとの対戦を目指していたが、ダナ・ホワイトがサンピエールにデ・ラ・ホーヤとの対戦許可を出さなかったことで交渉が頓挫し、元UFC選手のエディ・アルバレスにも対戦を断られたことで、デ・ラ・ホーヤの復帰戦が7月3日から9月に延期になったことをTrillerが発表した。
2021年6月9日、ゴールデンボーイ・プロモーションズの子会社として新たなプロモーション「KOエンターテインメント」を設立して、実験的な試みの格闘技興行「バリーズ・ファイト・ナイト」を開始した。テレビ画面内にテレビゲームのストリートファイターや鉄拳などの対戦型格闘ゲームで存在する「体力ゲージ」を表示させ、選手のグローブ内にセンサーを挿入して、グローブが相手にヒットした際の強弱で体力ゲージが100％から減っていく初心者にも選手のダメージが視覚的にわかり易い仕組みを構築して、ボクシングと総合格闘技の試合を行った。
2021年6月17日、元UFC選手のビクトー・ベウフォートと9月11日に対戦することが発表された。
2021年9月4日、デ・ラ・ホーヤが自身のツイッターで新型コロナウイルスに感染したことを報告、ビクトー・ベウフォートと対戦することになっていた9月11日の現役復帰戦が延期となった。
2023年1月、別居から6年以上たっていた妻のミリー・コレチャーと正式に離婚した。

### 訴訟歴など
デ・ラ・ホーヤは1996年6月に当時15歳だった女の子をホテルに連れ込み強姦したとして1998年11月に告訴されていた。この件はその後2001年に示談となり解決している。
2007年9月～12月、デ・ラ・ホーヤが赤いハイヒールを履き、全身網タイツなど女性もの下着を着用した写真が数枚ネット上に流出する。この写真を撮影したとされるストリッパーの女性がデラホーヤから写真を公開しないよう強制され精神的苦痛を受けたとして総額1億ドル(110億円)の損害賠償請求裁判を起こす。デラホーヤは写真はデジタル加工された偽物であるとしていた。
2020年9月8日、ゴールデンボーイ・プロモーションズ所属選手のサウル・アルバレスから、契約違反や詐欺、隠蔽等があったとして、ゴールデンボーイ・プロモーションズと共に、2億8千万ドル（約300億円）の損害賠償請求と契約解除を求める訴訟を起こされた。11月6日に交渉が合意に達して、アルバレスとの契約を解除した。
2022年3月19日、ゲンナジー・ゴロフキンから、デ・ラ・ホーヤがプロモートした2018年9月に行われたサウル・アルバレス第2戦に関連しての未払い分があるとして、300万ドル（約3億9千万円）以上の損害賠償を求め提訴された。

## エピソード
- 2021年9月1日、ロサンゼルス・タイムズでのインタビューで、自身が13歳の時に35歳ぐらいの中年女性に強姦され童貞を喪失し、そのことが一時期トラウマとなっていたことを告白した[68]。
- 自身が女性下着を着用した写真が流出したことについて、後のインタビューで、流出を止めるために、写真を撮影したロシア系のストリッパーの女性に2000万ドルを払ったこと、ロシアン・マフィアにも金を払ったがその際にデ・ラ・ホーヤの弁護士が体に盗聴器を仕掛けていないことを証明するために屋上のプールに飛び込んだこと、流出後には写真は偽物であると言わせるために法医学者に金を払ったことなどを赤裸々に明かしている[69]。

### 現役復帰に関するエピソード
- 2021年3月26日、デ・ラ・ホーヤは、Trillerが7月3日に主催する興行で現役復帰すると発表した。現役復帰戦の対戦相手として、Trillerの親会社プロキシマメディアの最高経営責任者ライアン・カヴァノーは「UFCのビッグネーム」をターゲットにしていると明かしたが[70][71]、UFC代表ダナ・ホワイトは、UFCの会見で記者からUFCの選手がデ・ラ・ホーヤと対戦することを許可するか質問を受けると、「くだらない。君たちは50歳の男がボクシングすることについて本当に話をして、報道するのかい？」と一蹴した[72]。
- 2021年5月9日、デ・ラ・ホーヤが自身のInstagramに「この最悪に頭のおかしい野郎（ダナ・ホワイト）はジョルジュ・サンピエールが私と最大の報酬を稼ぐのを妨げたんだ」と、ダナ・ホワイトが2019年2月に総合格闘技を引退した元UFCのスター選手ジョルジュ・サンピエールにデ・ラ・ホーヤと対戦する許可を出さなかったと投稿した[73][74]。ライアン・カヴァノーも「ダナ・ホワイトとUFCは、ジョルジュ・サンピエールがオスカー・デ・ラ・ホーヤと戦うのを阻止したんだ。対戦はサンピエールとオスカー両者の夢だったんだ。電話やメールをダナにしたのに、折り返しの電話さえ無いんだ」と投稿した[75][76][77]。2021年5月16日、ダナ・ホワイトがUFCの会見で「彼らの電話に出てさえいないよ。 この馬鹿者は毎日電話をかけてくるんだ。そっちはそっちで勝手にやって、こっちのことは放っておいてくれ」と語った[78][79]。カヴァノーはこれに対して「ダナ・ホワイト、サンピエールに試合の許可を出してくれ。契約の成立にはあなたの承認を待っているだけなんだ」と投稿し[80]、デ・ラ・ホーヤも同様の投稿をした[81][82]。
- 2021年5月22日、デ・ラ・ホーヤが自身のSNSに「ダナ・ホワイトよ、サンピエールの戦うチャンスを妨害するのをやめてくれ。まず我々がリングに入るのはどうだろう、臆病者」と投稿して、ダナ・ホワイトに対戦を呼びかけた[83][84]。
- 2022年6月8日、デ・ラ・ホーヤがインターネット番組で「1000%謝罪をした。将来、ダナと一緒にやるべきことは沢山ある」と謝罪をしていたことを明らかにした[85]。これに対してダナは、謝罪に感謝をして受け入れつつも「あの男はあまりにも多くの損害を与えた」として、昔のような友人関係に戻るつもりはないと語った[86]。

## 戦績
- アマチュアボクシング：228戦 223勝 (163KO・RSC) 5敗
- プロボクシング：45戦 39勝 (30KO) 6敗

| 戦           | 日付           | 勝敗 | 時間     | 内容    | 対戦相手                         | 国籍           | 備考                                                          |
| ------------ | -------------- | ---- | -------- | ------- | -------------------------------- | -------------- | ------------------------------------------------------------- |
| 1            | 1992年11月23日 | ☆    | 1R 1:42  | KO      | ラマー・ウィリアムズ             | アメリカ合衆国 | プロデビュー戦                                                |
| 2            | 1992年12月12日 | ☆    | 1R 1:15  | KO      | クリフ・ヒックス                 | アメリカ合衆国 |                                                               |
| 3            | 1993年1月3日   | ☆    | 2R 1:52  | TKO     | パリス・アレキサンダー           | アメリカ合衆国 |                                                               |
| 4            | 1993年2月6日   | ☆    | 4R 1:40  | TKO     | カーチス・ストロング             | アメリカ合衆国 |                                                               |
| 5            | 1993年3月13日  | ☆    | 4R 1:35  | TKO     | ジェフ・メイウェザー             | アメリカ合衆国 |                                                               |
| 6            | 1993年4月6日   | ☆    | 4R       | 判定3-0 | マイク・グレーブル               | アメリカ合衆国 |                                                               |
| 7            | 1993年5月8日   | ☆    | 4R 2:00  | TKO     | フランク・アベラル               | アメリカ合衆国 |                                                               |
| 8            | 1993年6月7日   | ☆    | 1R 終了  | TKO     | トロイ・ドーシー                 | アメリカ合衆国 |                                                               |
| 9            | 1993年8月14日  | ☆    | 6R 2:10  | TKO     | レナルド・カーター               | アメリカ合衆国 |                                                               |
| 10           | 1993年8月27日  | ☆    | 4R 終了  | TKO     | アンジェロ・ヌネス               | アメリカ合衆国 |                                                               |
| 11           | 1993年10月30日 | ☆    | 1R 2:25  | TKO     | ナルシソ・バレンズエラ           | メキシコ       |                                                               |
| 12           | 1994年3月5日   | ☆    | 10R 終了 | TKO     | ジミー・ブレダル                 | デンマーク     | WBO世界スーパーフェザー級タイトルマッチ                       |
| 13           | 1994年5月27日  | ☆    | 3R 2:22  | TKO     | ジョルジョ・カンパネラ           | イタリア       | WBO防衛1                                                      |
| 14           | 1994年7月29日  | ☆    | 2R 0:39  | KO      | ホルヘ・パエス                   | メキシコ       | WBO世界ライト級王座決定戦                                     |
| 15           | 1994年11月18日 | ☆    | 3R 1:02  | TKO     | カール・グリフィス               | アメリカ合衆国 | WBO防衛1                                                      |
| 16           | 1994年12月10日 | ☆    | 9R 1:07  | TKO     | ジョン・アビラ                   | アメリカ合衆国 | WBO防衛2                                                      |
| 17           | 1995年2月18日  | ☆    | 12R      | 判定3-0 | ジョン・ジョン・モリナ           | プエルトリコ   | WBO防衛3                                                      |
| 18           | 1995年5月6日   | ☆    | 2R 1:43  | TKO     | ラファエル・ルエラス             | メキシコ       | IBF・WBO世界ライト級王座統一戦 IBF獲得・WBO防衛4              |
| 19           | 1995年9月9日   | ☆    | 6R 終了  | TKO     | ヘナロ・エルナンデス             | アメリカ合衆国 | WBO防衛5                                                      |
| 20           | 1995年12月15日 | ☆    | 2R 終了  | TKO     | ジェシー・ジェームズ・レイハ     | アメリカ合衆国 | WBO防衛6                                                      |
| 21           | 1996年2月9日   | ☆    | 2R 2:38  | KO      | ダリル・タイソン                 | アメリカ合衆国 |                                                               |
| 22           | 1996年6月7日   | ☆    | 4R 2:37  | TKO     | フリオ・セサール・チャベス       | メキシコ       | WBC世界スーパーライト級タイトルマッチ                         |
| 23           | 1997年1月18日  | ☆    | 12R      | 判定3-0 | ミゲル・アンヘル・ゴンザレス     | アメリカ合衆国 | WBC防衛1                                                      |
| 24           | 1997年4月12日  | ☆    | 12R      | 判定3-0 | パーネル・ウィテカー             | アメリカ合衆国 | WBC世界ウェルター級タイトルマッチ                             |
| 25           | 1997年6月14日  | ☆    | 2R 2:54  | KO      | デビッド・カマウ                 | ケニア         | WBC防衛1                                                      |
| 26           | 1997年9月13日  | ☆    | 12R      | 判定3-0 | ヘクター・カマチョ               | プエルトリコ   | WBC防衛2                                                      |
| 27           | 1997年12月6日  | ☆    | 8R 2:48  | TKO     | ウィルフレッド・リベラ           | プエルトリコ   | WBC防衛3                                                      |
| 28           | 1998年6月13日  | ☆    | 3R 1:56  | TKO     | パトリック・シャルパンティエ     | フランス       | WBC防衛4                                                      |
| 29           | 1998年9月18日  | ☆    | 9R 終了  | TKO     | フリオ・セサール・チャベス       | メキシコ       | WBC防衛5                                                      |
| 30           | 1999年2月13日  | ☆    | 12R      | 判定2-1 | アイク・クォーティ               | ガーナ         | WBC防衛6                                                      |
| 31           | 1999年5月22日  | ☆    | 11R 0:55 | TKO     | オーバ・カー                     | アメリカ合衆国 | WBC防衛7                                                      |
| 32           | 1999年9月18日  | ★    | 12R      | 判定0-2 | フェリックス・トリニダード       | プエルトリコ   | WBC・IBF世界ウェルター級王座統一戦 WBC陥落                    |
| 33           | 2000年2月28日  | ☆    | 7R 3:00  | KO      | ダレル・コーリー                 | アメリカ合衆国 | WBC世界ウェルター級挑戦者決定戦 IBA世界ウェルター級王座決定戦 |
| 34           | 2000年6月17日  | ★    | 12R      | 判定1-2 | シェーン・モズリー               | アメリカ合衆国 | WBC陥落                                                       |
| 35           | 2001年3月24日  | ☆    | 5R 1:16  | TKO     | アルツロ・ガッティ               | カナダ         |                                                               |
| 36           | 2001年6月23日  | ☆    | 12R      | 判定3-0 | ハビエル・カスティリェホ         | スペイン       | WBC世界スーパーウェルター級タイトルマッチ                     |
| 37           | 2002年9月14日  | ☆    | 11R 1:48 | TKO     | フェルナンド・バルガス           | アメリカ合衆国 | WBA・WBC世界スーパーウェルター級王座統一戦 WBA獲得・WBC防衛1  |
| 38           | 2003年5月3日   | ☆    | 7R 2:54  | TKO     | ルイス・ラモン・カンパス         | メキシコ       | WBA防衛1・WBC防衛2                                            |
| 39           | 2003年9月13日  | ★    | 12R      | 判定0-3 | シェーン・モズリー               | アメリカ合衆国 | WBA・WBC陥落                                                  |
| 40           | 2004年6月5日   | ☆    | 12R      | 判定3-0 | フェリックス・シュトルム         | ドイツ         | WBO世界ミドル級タイトルマッチ                                 |
| 41           | 2004年9月18日  | ★    | 9R 1:38  | KO      | バーナード・ホプキンス           | アメリカ合衆国 | WBA・WBC・IBF・WBO世界ミドル級王座統一戦 WBO陥落              |
| 42           | 2006年5月6日   | ☆    | 6R 1:25  | TKO     | リカルド・マヨルガ               | ニカラグア     | WBC世界スーパーウェルター級タイトルマッチ                     |
| 43           | 2007年5月5日   | ★    | 12R      | 判定1-2 | フロイド・メイウェザー・ジュニア | アメリカ合衆国 | WBC陥落                                                       |
| 44           | 2008年5月3日   | ☆    | 12R      | 判定3-0 | スティーブ・フォーブス           | アメリカ合衆国 |                                                               |
| 45           | 2008年12月6日  | ★    | 8R 終了  | TKO     | マニー・パッキャオ               | フィリピン     |                                                               |
| テンプレート |                |      |          |         |                                  |                |                                                               |

## 獲得タイトル
- 1992年バルセロナオリンピックボクシング競技ライト級金メダル
- WBO世界スーパーフェザー級王座（防衛1=返上）
- WBO世界ライト級王座（防衛6=返上）
- IBF世界ライト級王座（防衛0=返上）
- WBC世界スーパーライト級王座（防衛1=返上）
- WBC世界ウェルター級王座（1期目: 防衛7、2期目: 防衛0）
- IBA世界ウェルター級王座
- WBC世界スーパーウェルター級王座（1期目: 防衛2、2期目: 防衛0）
- WBA世界スーパーウェルター級スーパー王座（防衛1）
- WBO世界ミドル級王座（防衛0）

## ペイ・パー・ビュー売上げ
| 日付          | イベント                                                      | 売上げ  |
| ------------- | ------------------------------------------------------------- | ------- |
| 1995年5月6日  | オスカー・デ・ラ・ホーヤ vs. ラファエル・ルエラス             | 33万件  |
| 1995年9月9日  | オスカー・デ・ラ・ホーヤ vs. ヘナロ・エルナンデス             | 22万件  |
| 1997年1月18日 | オスカー・デ・ラ・ホーヤ vs. ミゲル・アンヘル・ゴンザレス     | 35万件  |
| 1997年4月12日 | オスカー・デ・ラ・ホーヤ vs. パーネル・ウィテカー             | 72万件  |
| 1997年9月13日 | オスカー・デ・ラ・ホーヤ vs. ヘクター・カマチョ               | 56万件  |
| 1997年12月6日 | オスカー・デ・ラ・ホーヤ vs. ウィルフレッド・リベラ           | 24万件  |
| 1998年9月18日 | オスカー・デ・ラ・ホーヤ vs. フリオ・セサール・チャベス 2     | 52万件  |
| 1999年2月13日 | オスカー・デ・ラ・ホーヤ vs. アイク・クォーティ               | 57万件  |
| 1999年9月18日 | オスカー・デ・ラ・ホーヤ vs. フェリックス・トリニダード       | 140万件 |
| 2000年6月17日 | オスカー・デ・ラ・ホーヤ vs. シェーン・モズリー 1             | 59万件  |
| 2001年6月23日 | オスカー・デ・ラ・ホーヤ vs. ハビエル・カスティリェホ         | 40万件  |
| 2002年9月14日 | オスカー・デ・ラ・ホーヤ vs. フェルナンド・バルガス           | 93万件  |
| 2003年5月3日  | オスカー・デ・ラ・ホーヤ vs. ルイス・ラモン・カンパス         | 35万件  |
| 2003年9月13日 | オスカー・デ・ラ・ホーヤ vs. シェーン・モズリー 2             | 95万件  |
| 2004年6月5日  | オスカー・デ・ラ・ホーヤ vs. フェリックス・シュトルム         | 38万件  |
| 2004年9月18日 | オスカー・デ・ラ・ホーヤ vs. バーナード・ホプキンス           | 100万件 |
| 2006年5月6日  | オスカー・デ・ラ・ホーヤ vs. リカルド・マヨルガ               | 92万件  |
| 2007年5月5日  | オスカー・デ・ラ・ホーヤ vs. フロイド・メイウェザー・ジュニア | 240万件 |
| 2008年12月6日 | オスカー・デ・ラ・ホーヤ vs. マニー・パッキャオ               | 125万件 |